# Timbuk3
Timbuk3 (a veces se escribe Timbuk 3) fue un grupo musical estadounidense de pop-rock nominado a los Grammys que editó 6 álbumes de estudio entre 1986 y 1995. Son conocidos sobre todo por su sencillo “The Future´s So Bright, I Gotta Wear Shades”. La música del grupo se ha incluido en más de 20 recopilaciones y bandas sonoras.

## Carrera
Timbuk3 se formó en 1984 por el matrimonio compuesto por Pat MacDonald (guitarra acústica, guitarra eléctrica, bajo, guitarra MIDI, armónica, voz, programación de batería) y Barbara K. MacDonald (guitarra eléctrica, mandolina, violín, programación de ritmos y voz).
El dúo comenzó a tocar en Madison, Wisconsin. En los comienzos, tocaban en directo con la ayuda de un gran radiocassette, con el que reproducían ritmos pregrabados.
Timbuk3 firmó un contrato con I.R.S. Records después de aparecer en un capítulo del programa The Cutting Edge, de la MTV, en 1986. Poco después, publicaron su primer álbum, Greetings from Timbuk 3, que incluía su único sencillo en llegar a las listas, The Future's So Bright, I Gotta Wear Shades. Desde su publicación, la canción ha aparecido en numerosas ocasiones en el cine y la televisión a lo largo de los años, y ha sido incluida en muchas recopilaciones. 
También incluida en el disco, la canción “Shame On You” se puede oír durante la escena que da comienzo a la película La Matanza de Texas 2, de 1986. El grupo fue nominado al premio Grammy al Mejor Nuevo Artista en 1987. Aparecieron en una escena de la película D.O.A, de 1988, interpretando a un grupo que toca en un bar.
Tras su exitoso debut, Timbuk3 se alejó de los focos, pero grabó otros cinco álbumes. En 1991 se unieron al grupo Wally Ingram y Courtney Audain.
El grupo se disolvió en 1995, y los exmiembros comenzaron a grabar música en solitario. Pat MacDonald se fue a Barcelona y grabó varios discos para Ulftone, un sello alemán independiente (Sleeps With his Guitar, Beggin Her Graces, Degrees of Gone, In the Red Room –un disco en directo- y Strange Love: PM does DM, una colección de versiones de Depeche Mode). De esos álbumes, sólo Sleeps With His Guitar se ha editado en los EE. UU. Su último trabajo, Troubador of Stomp (2007), en el sello Broken Halo, es su primer trabajo en EE. UU. desde 1997.
Barbara K (MacDonald) ha editado dos álbumes: Ready y Undercover, que es un conjunto de versiones acústicas de canciones de Timbuk3. Lo último que ha hecho ha sido trabajar como parte de Sparrow´s Wheel, un sello independiente de Austin, con un nuevo grupo, Ghosts and Sparrows.

## Discografía

### Sencillo
- "The Future's So Bright, I Gotta Wear Shades" (1986)

### Álbumes
- Greetings from Timbuk 3 (1986) - Billboard Hot 200 # 50; UK Albums Chart # 51
- Eden Alley (1988) - Billboard Hot 200 # 107
- Edge of Allegiance (1989)
- Big Shot in the Dark (1991)
- Some Of The Best Of Timbuk3: Field Guide (1992
- Espace Ornano (1993) - su único disco en directo [grabado en vivo, en Espace Ornano, Paris, Francia, en noviembre de 1991]
- Looks Like Dark To Me (1994)- EP de 6 canciones.
- A Hundred Lovers (1995)

- Datos: Q376867